# Electrum

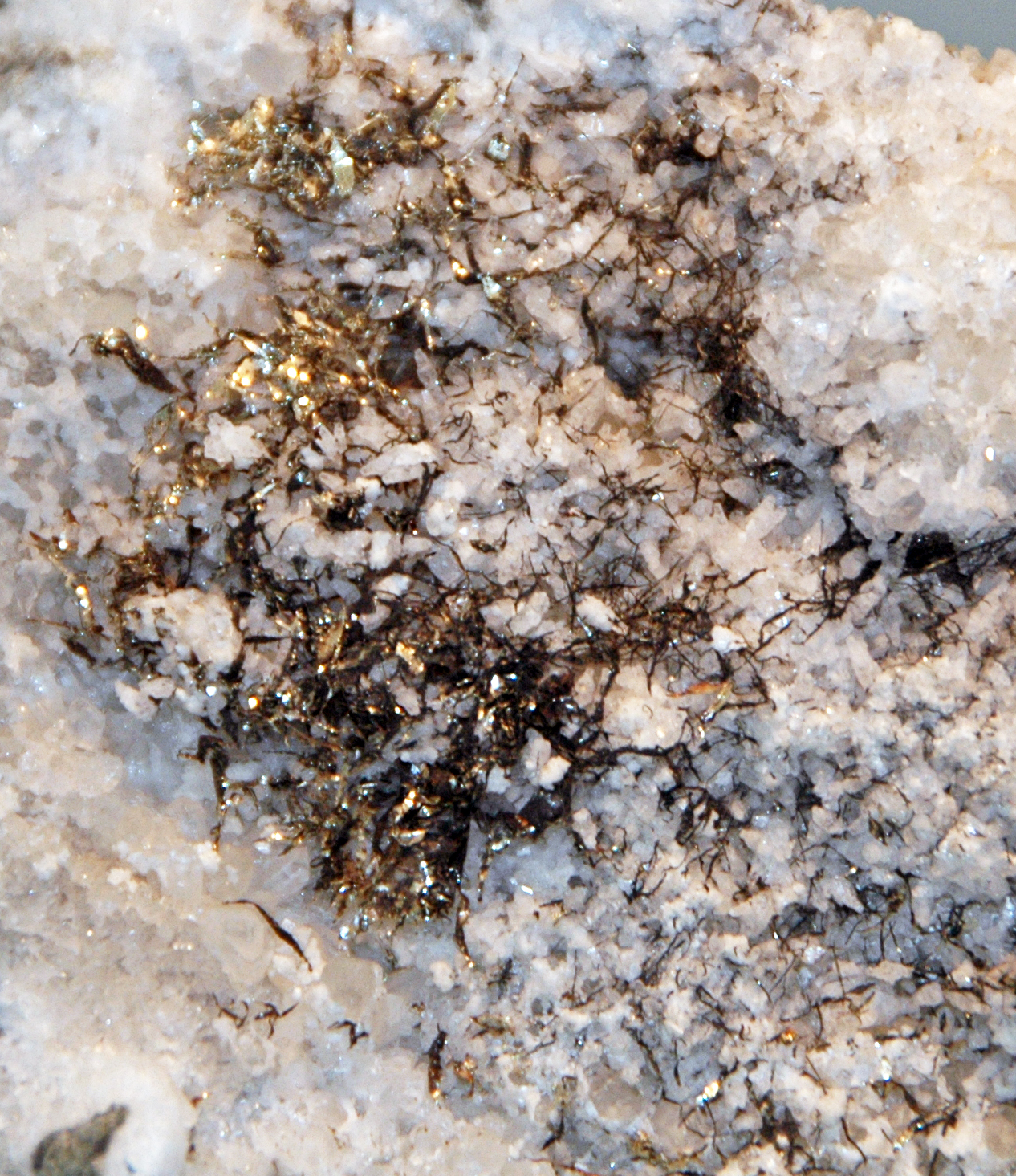
"sợi" hợp kim electrum tự nhiên trên thạch anh, mẫu vật lịch sử từ mỏ Smuggler-Union cũ, Telluride, Colorado, Hoa Kỳ

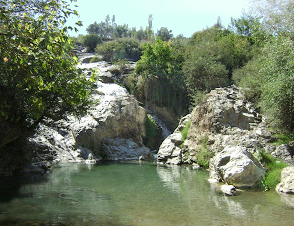
Con sông Pactolus, nơi mà người Lydia khai thác được electrum để đúc những đồng tiền xu ban đầu

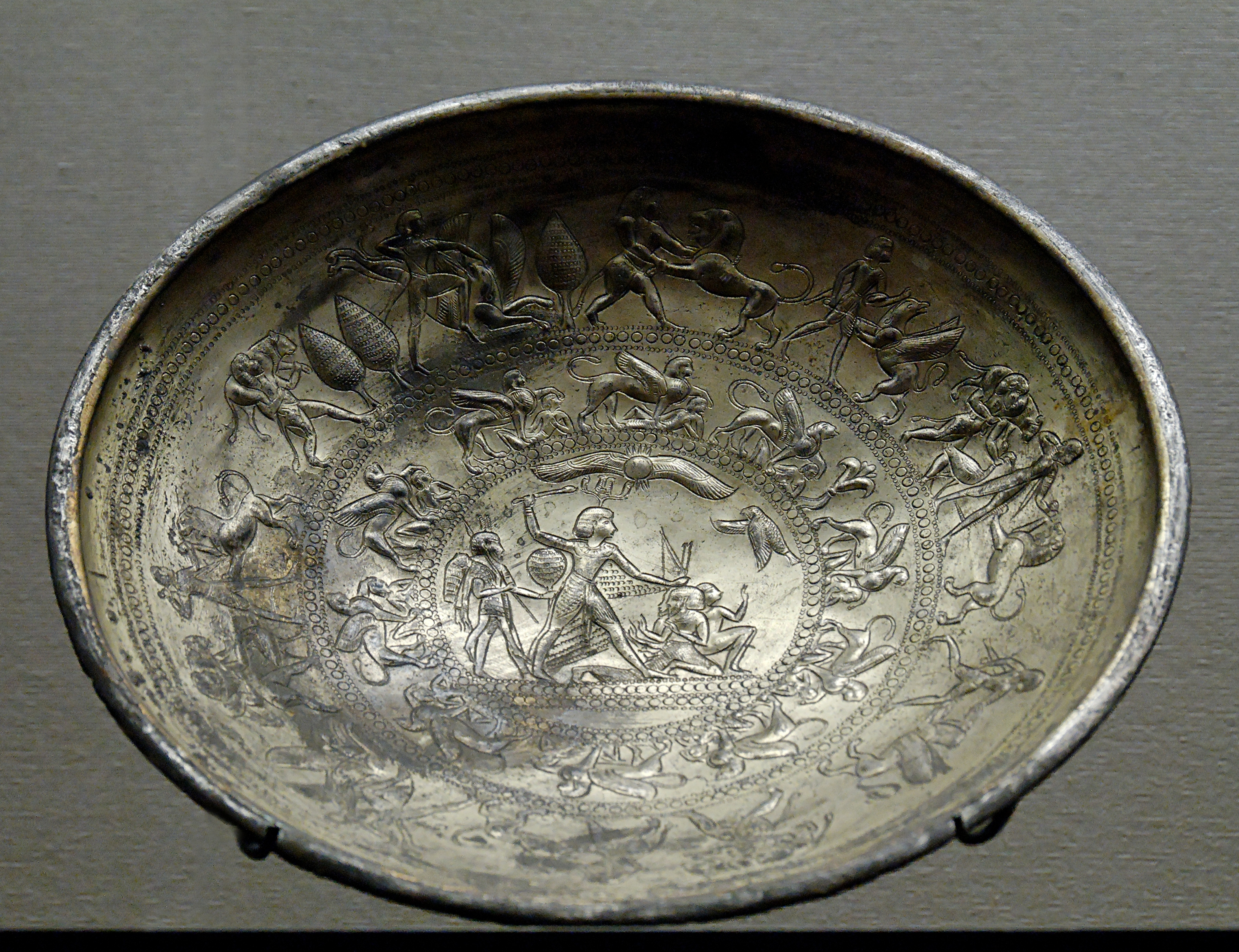
Cup làm bằng hợp kim electrum với những cảnh thần thoại, phù điêu tượng nhân sư và cảnh tượng của một vị vua đánh bại kẻ thù của mình, Cypro-Archaic I, từ Idalium, thế kỷ VIII-VII trước Công nguyên (Louvre, Paris)

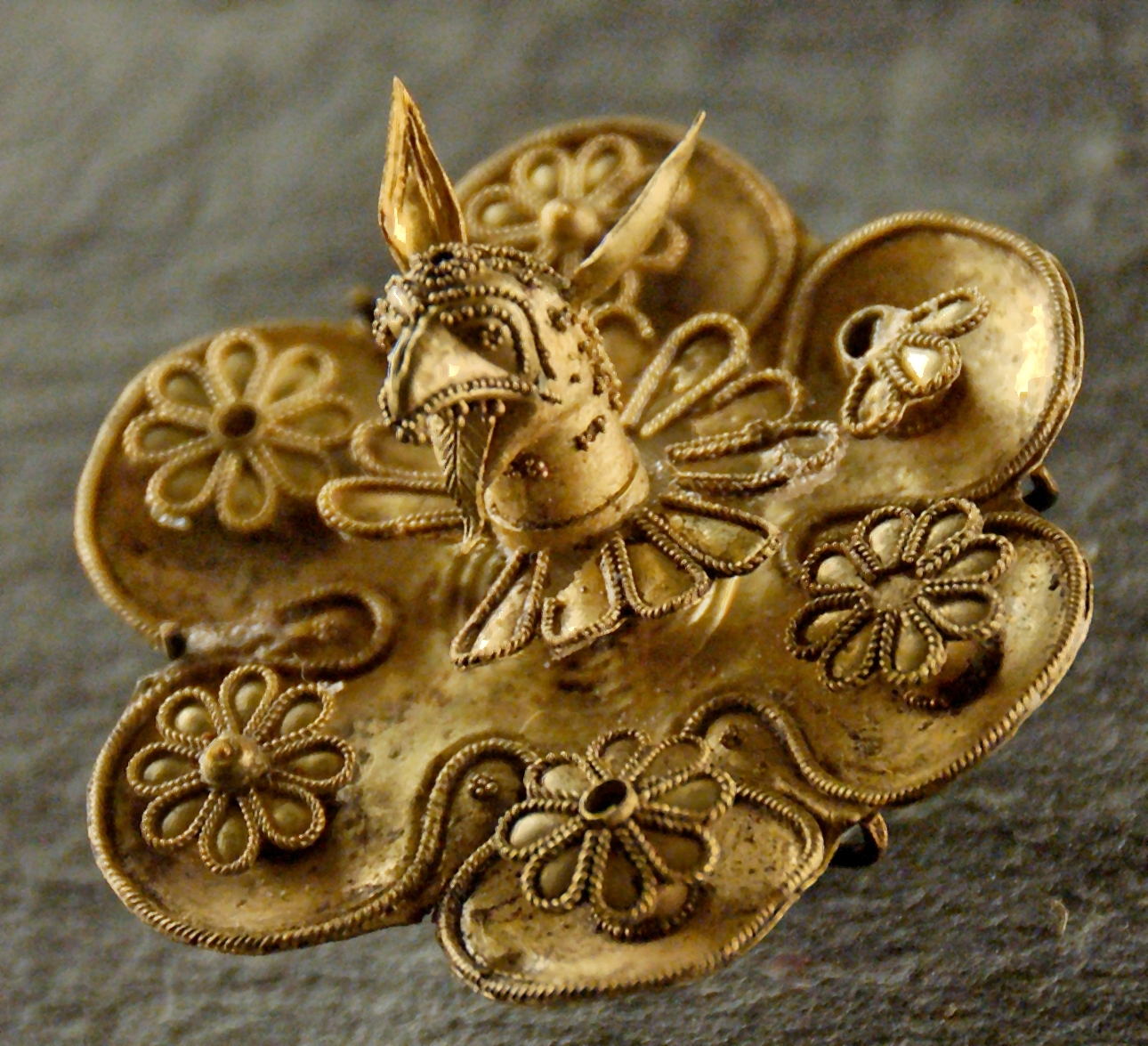
Trâm cài tóc protome, khai quật từ nghĩa trang Kameiros, Rhodes, k. 625–600 trước Công nguyên (Louvre)

Electrum là một hợp kim tự nhiên của vàng và bạc, với một lượng nhỏ của đồng và các kim loại khác. Người Hy Lạp cổ đại gọi nó là "vàng" hoặc "vàng trắng", trái ngược với "vàng tinh luyện". Màu sắc của nó từ nhạt đến vàng tươi, tùy thuộc vào tỷ lệ vàng và bạc có trong hợp kim. Nó đã được sản xuất nhân tạo, và còn được gọi là "vàng xanh".
Hàm lượng vàng của electrum tự nhiên ở Tây Anatolia hiện đại dao động từ 70% đến 90%, trong khi đó tỷ lệ này chỉ có 45-55% trong tiền đúc của Lydia cổ đại ở cùng khu vực địa lý. Điều này cho thấy rằng một lý do cho việc phát minh ra tiền đúc trong khu vực đó là để tăng lợi nhuận từ việc lưu hành tiền bằng cách phát hành tiền tệ có hàm lượng vàng thấp hơn so với kim loại lưu hành phổ biến. (Xem thêm: Giảm giá trị/Debasement).
Electrum được sử dụng sớm nhất là vào thiên niên kỷ thứ III trước Công nguyên ở Vương quốc Ai Cập cổ đại, đôi khi được sử dụng như một lớp phủ bên ngoài cho các chóp đỉnh các kim tự tháp và tháp đài (obelisk) của Ai Cập cổ đại. Nó cũng được sử dụng trong việc sản xuất các bình uống cổ. Những đồng tiền kim loại đầu tiên từng được làm bằng electrum và có niên đại vào cuối thế kỷ thứ VII hoặc đầu thế kỷ thứ VI trước Công nguyên. Trong nhiều thập kỷ, các huy chương của giải Nobel được làm bằng hợp kim electrum mạ vàng (gold-plated green gold).

### Tiền đúc thời kỳ đầu

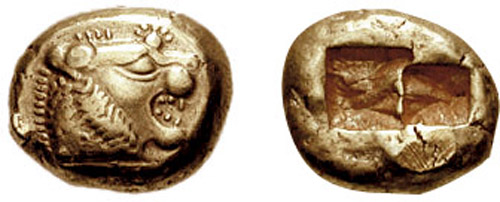
Đồng xu electrum của Lydia (một phần ba stater), một trong những đồng tiền cổ nhất được biết đến, đầu thế kỷ thứ 6 trước Công nguyên

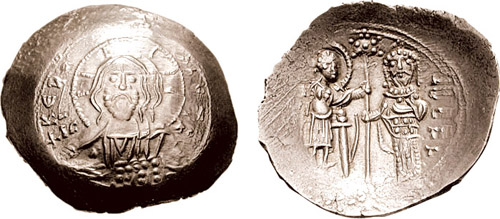
Tiền xu Electrum Đế quốc Đông La Mã Alexius I Comnenus, k. 1080

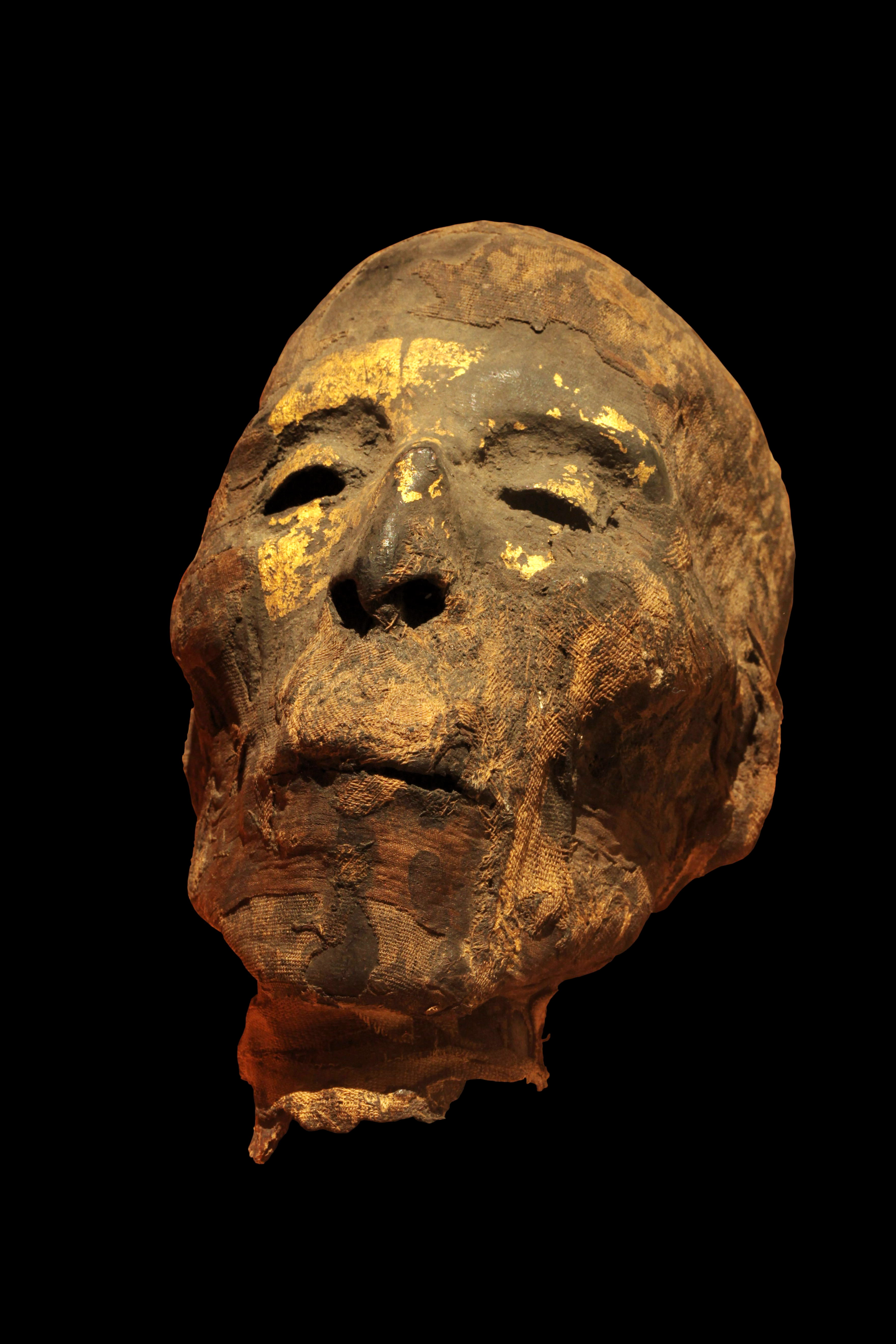
Một xác ướp nam giới có đầu được phủ hợp kim electrum, từ Ai Cập cổ đại, thời La Mã, thế kỷ thứ II sau Công Nguyên (Musée des beaux-Arts de Lyon)

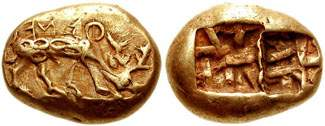
Đồng tiền electrum từ Ephesus, 620–600 trước Công nguyên
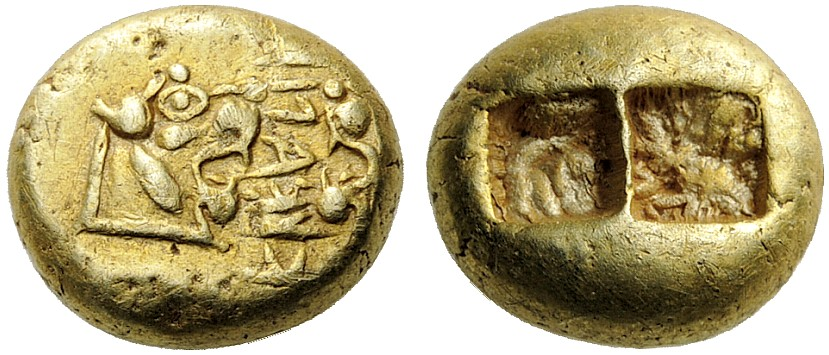
Electrum trite của Alyattes xứ Lydia, 610–560 trước Công nguyên
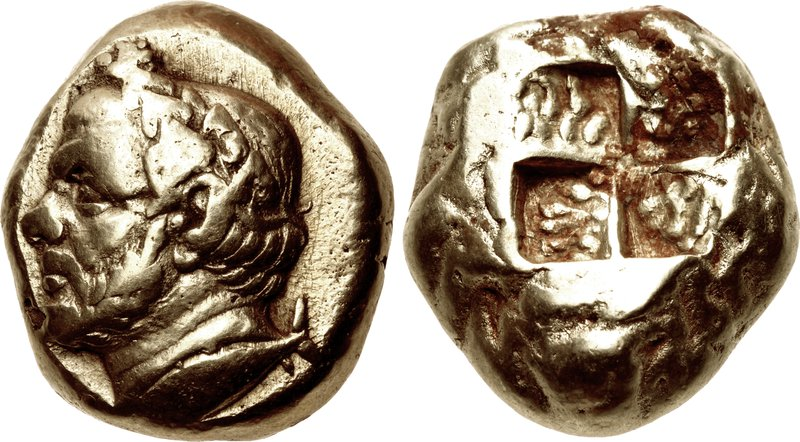
Đồng tiền electrum từ Cyzicus, Mysia, đầu thế kỷ IV trước Công nguyên
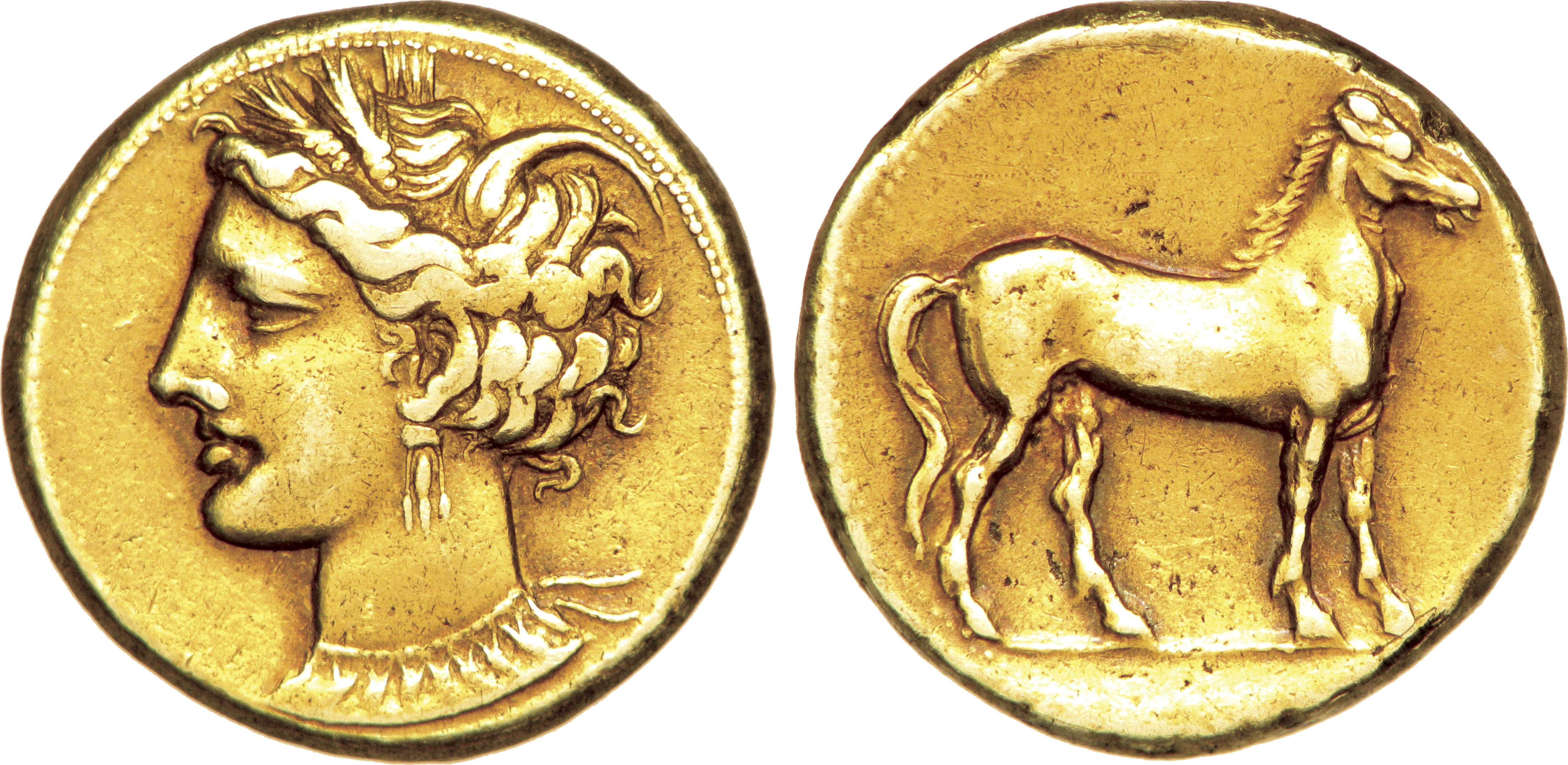
Electrum stater, Carthage, k. 300 BC